# Louis Saint-Blancat
Jean-Louis-Antoine Saint-Blancat, Louis Saint-Blancat, est un peintre-verrier né à Toulouse le 3 septembre 1842, mort à Toulouse le 10 juin 1930.

## Biographie
Actif dès 1878, et certainement avant, pour la réalisation de ses vitraux, Louis Saint-Blancat a collaboré avec plusieurs peintres et cartonniers toulousains : Bernard Benezet (1835-1897), Paul Chalons (né en 1840). Dans les années 1920, il collaborateur, il demande à Dumas.

## Atelier Saint-Blancat
L'atelier Saint-Blancat a été fondé par Louis Saint-Blancat en 1880. Il a été dirigé par son fondateur pendant 50 ans. Il est repris en 1933 sous le nom de Saint-Blancat-Moulenc, par Henri Moulenc, qui signe A.ne M.on (pour Ancienne Maison) St Blancat / H.ri Moulenc en 1937 et H. Moulenc / St Blancat en 1938 à St François d'Assise à Toulouse. 
Puis, à la veille de la Seconde Guerre mondiale, il devient l'atelier Saint-Blancat-Delombre. L'atelier arrête sa production vers 1952.

## Œuvres

### Vitraux pour les édifices religieux
La plus grande partie de la production de l'atelier Saint-Blancat se trouve dans la région toulousaine, surtout avant la Première Guerre mondiale.
- Ariège :
  - Château de Léran (1883) ;
  - Rabat-les-Trois-Seigneurs, (1900) ;
  - Seix, église Saint-Étienne[1]

- Aude :
  - Puichéric, église Notre-Dame
  - Narbonne, le Manoir (1904)
  - Bizanet, église Saint-Pierre-Aux-Liens (1901)

- Aveyron :
  - Millau, église Saint-Martin du Larzac (1937)

- Corrèze :
  - Saint-Setiers, église Saint-Sagittaire[2].

- Creuse :
  - Saint-Maurice-près-Crocq

Sannat
- Dordogne :

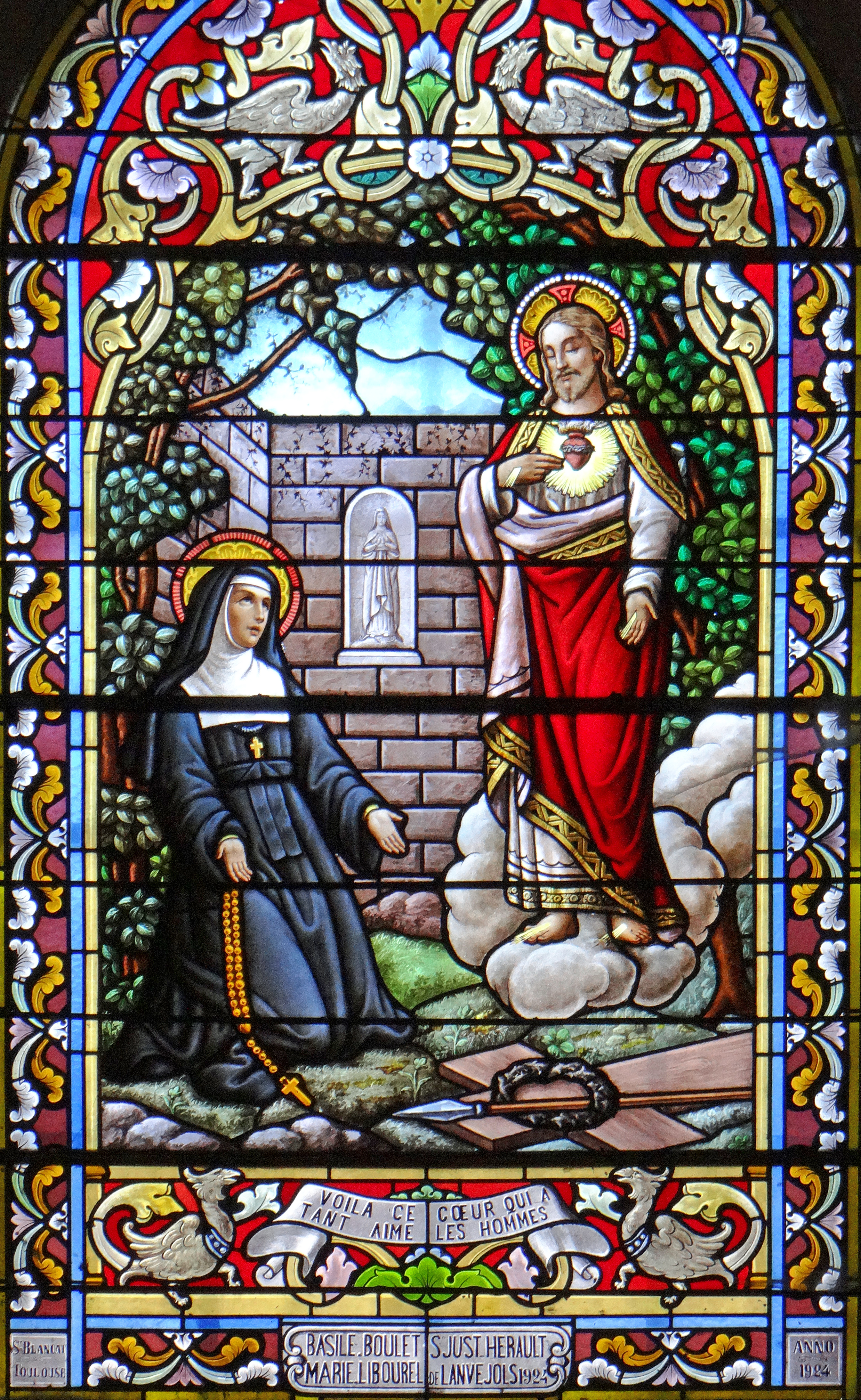
Lanuéjols : église Saint-Laurent (1924)

  - Église Saint-Clair de Fontenilles, à Mazeyrolles

- Gard :
  - Lanuéjols, église Saint-Laurent (1924)

- Gers :
  - Auch, église Saint Pierre.
  - Gondrin, église Saint Pierre Hameau de Polignac (1930)

- Haute-Garonne :
  - Toulouse, église Saint-Aubin (1887-1898) ; église Saint François d'Assise (1878-1924)
  - L'Isle en Dodon, église Saint-Adrien (1898-1900)
  - Saint-Plancard, église Saint-Jean (1894-1895).
  - Mondouzil, église Saint-Martial (1926)
  - Montbrun-Lauragais, église Saint-Michel

- Hérault :
  - Saint Jean de Védas, église Saint Jean Baptiste, 6 baies hautes de la nef

- Landes :
  - Aire-sur-Adour, église Notre-Dame de Subéhargues (1904 et 1908) ;
  - Bats, église Sainte-Catherine (1902 et 1903) ;
  - Cagnotte ;
  - Candresse, église Sainte-Eugénie (1887)[3] ;
  - Clermont, église Sainte-Madeleine ;
  - Créon-d'Armagnac, église Saint-Barthélemy (1891)[4] ;
  - Gousse, église Saint-Martin (1886) ;
  - Lacrabe, église Saint-Loup (vers 1890)[5] ;
  - Lauret, église Saint-Jean-Baptiste (1900) ;
  - Oeyreluy, église Saint-Pierre (1900 et 1902)[6] ;
  - Parentis-en-Born, église Saint-Pierre (1897 et 1899)[7] ;
  - Sarraziet, église Saint-Michel (1886) ;
  - Saubion, église Notre-Dame (1904)[8] ;
  - Seyresse, église Saint-Martin (1892)[9]

- Lot :
  - Flaugnac ;
  - Fontanes, église Saint-Clair (1924)[10] ;
  - Fraissinet ;
  - Lacam-d'Ourcet ;
  - Latouille-Lentillac, chapelle Notre-Dame de Verdale ;
  - Le Bourg ;
  - Lherm ;
  - Limogne-en-Quercy ;
  - Pradines ;
  - Reilhac ;
  - Saint-Simon ;
  - Sénaillac-Lauzès.

- Lot-et-Garonne :
  - Auradou, église Saint-Martin (1886)[11] ;
  - Cancon, église Notre-Dame[12] ;
  - Goulens, église Saint-Pierre (1902)
  - Monbahus, église Saint-Martin de Roufiac (1925)[13] ;
  - Montastruc, église Notre-Dame (1886)[14] ;
  - Tourtrès, église Saint-Pierre (1923-1924)[15].
  - Fontenilles (Mazeyrolles), église Saint-Clair

- Lozère :
  - Laval-du-Tarn, église de la Nativité-de-la-Vierge, vitraux de l'atelier Saint-Blancat-Moulenc (1936)[16] ;
  - Saint-Étienne-du-Valdonnez, église Saint-Étienne, vitraux de l'atelier Saint-Blancat-Moulenc ;
  - Saint-Rome-de-Dolan, église Saint-Romain (1901)[17] ;
  - Saint-Symphorien, église de Chams (1937).

- Pyrénées-Atlantiques :
  - Camou-Cihigue (1913) ;
  - Coublucq, église de l'Assomption-de-la-Bienheureuse-Vierge-Marie[18] ;
  - Gère-Bélesten (1898) ;
  - Labatmale (1915) ;
  - Lons, église Saint-Jean-Baptiste (1903).
  - Moncaup, église Sainte Lucie (1906)

- Tarn :
  - Lautrec

- Tarn-et-Garonne :
  - Malause (1878) ;
  - Montaigu-de-Quercy (1897).
  - Coutures (mention sur deux vitraux : "ancienne maison Saint-Blancat, Henri Moulenc, Toulouse 1933").

### Vitraux pour les bâtiments civils
- L'Isle-Jourdain (Gers), maison natale de Claude Augé (1854-1924).